# Házassági címer
Névváltozatok: 

házasságos czímer (Turul 1895/1. 14.)
la: insignia matrimonii, fr: armoiries d’alliance, de: Heiratswappen, Ehewappen, Allianzwappen

Rövidítések
A házassági címer a házasságkötés után a házastársak címereiből kialakított közös címer. Ez általában csak alkalmi jellegű 
címerkompozíció, mely nincs tartós hatással a család férfi tagjának a címerére, időnként azonban állandó címer is 
létrejöhet a házassági címerből. Erre Magyarországon nagyrészt akkor került sor, ha a feleség vagyoni helyzete vagy rangja, 
származása magasabb társadalmi állást biztosított a férj családjának is. Ilyen például a Sztárayak címere 1725-ből, 
amelyhez a bárói rangra emelt Sztáray Imre második feleségének, Desfaigny Teréznek a családi címerét csatoltaták. 
Ilyen a Szögyény és Marich 
családok címerének 1862-es egyesítése is, amikor Szögyény László, feleségének, Marich Máriának családi nevét és címerét 
egyesítette a magáéval.